# سوزان دان
سوزان دان (بالإنجليزية: Susan Dunn)‏ هي مغنية أوبرا ومغنية أمريكية، ولدت في 23 يوليو 1954 في مالفيرن في الولايات المتحدة.

## وصلات خارجية
- سوزان دان على موقع IMDb (الإنجليزية)
- سوزان دان على موقع ميوزك برينز (الإنجليزية)
- سوزان دان على موقع أول ميوزيك (الإنجليزية)
- سوزان دان على موقع ديسكوغز (الإنجليزية)
- سوزان دان على موقع قاعدة بيانات الفيلم (الإنجليزية)